# 삼성 갤럭시 J2 프로
삼성 갤럭시 J2 프로 (Samsung Galaxy J2 Pro)는 삼성전자가 제조, 판매하는 공신폰이며 2018년 1월에 출시되었다.

## 개요
이 휴대전화는 공신폰 (공부의 신 휴대폰의 준말)으로 출시되어서 앱설치, 모바일 데이터, 와이파이, 카카오톡, 게임이 불가능하다. 하지만 뚫으면 가능하다. 갤럭시 J 시리즈의 2018년 타겟 스마트폰이자 삼성 갤럭시 J2 (2017)의 정식 후속작이다. 이를 구분하기 위해, 정식 발매명에 '2018년 에디션'이 추가된다. 줄여서 '⑧'으로 표현되기도 한다. 다만, 일부 국가 및 지역에는 정식 발매명이 갤럭시 J2 프로로 변경되어 출시되기도 했다. 전반적인 디자인은 기존 갤럭시 J 시리즈 스마트폰과 패밀리룩을 이루고 있으며 기기 하단 키 중 멀티태스킹 키와 뒤로가기 키의 모양이 갤럭시 S5부터 사용된 모양에서 갤럭시 S8 및 S8+부터 변경된 소프트 키의 모양으로 변경되었다. 기본 색상은 블랙, 골드, 블루로 총 3종이다. 사양은 우선 AP로 퀄컴 스냅드래곤 425 MSM8917을 사용한다. ARM Cortex-A53 쿼드코어 CPU와 퀄컴 Adreno 308 GPU을 사용한다. RAM은 LPDDR3 SDRAM 방식이며 1.5 GB다. 내장 메모리는 16 GB 단일 모델로 micro SD 카드로 용량 확장이 가능하다. 디스플레이는 5.0인치 qHD 해상도를 지원하며 패널 형식은 Super AMOLED이다. 이미 2K 해상도인 WQHD 해상도가 시장에 안착했고 못해도 HD 720p 해상도가 중저가형 스마트폰에서 사용 중이라는 것을 고려할 때, HD 720p보다 더 낮고 Full-HD 해상도의 1/4 수준인 qHD 해상도는 너무 낮은 해상도가 아니냐는 의견이 나오고 있다. 지원 LTE 레벨은 Cat.4·5로 다운로드는 Cat.4를 적용해 최대 150 Mbps를 보장하고 업로드는 Cat.5를 적용해 최대 75 Mbps를 보장한다. 배터리 용량은 착탈식 2,600 mAh이다. 후면 카메라는 800만 화소 카메라를 탑재했다. 전면 카메라는 500만 화소 카메라를 탑재했다. 특히, 셀피 촬영 강화를 위해 전면 카메라에도 LED 플래시를 탑재했다. 단자 규격은 일명 '5핀 단자'라 지칭되는 USB micro Type-B를 입출력 단자로 사용하며 전송 규격으로 최대 USB 2.0까지 지원한다. 그리고 사운드 출력을 위한 3.5 mm 단자가 탑재되었다.